# One Life
One Life (en español Una Vida) es un largometraje británico de 2011. Un documental de naturaleza dirigido por Michael Gunton y Martha Holmes y narrado por el actor británico Daniel Craig.

## Argumento
La evolución de las especies en la Tierra ha variado constantemente a lo largo de millones de años. Este documental narrado por Daniel Craig pretende ahondar en la riqueza de las especies que pueblan nuestro mundo en la actualidad en un épico viaje que sigue a las criaturas más brillantes del mundo animal. El largometraje ha sido dirigido por Michael Gunton y Martha Holmes. 

## Estreno
One Life se estrenó el 22 de julio de 2011 en el Reino Unido. La película tuvo un estreno limitado en los Estados Unidos en febrero de 2013.

### Recepción
Los Rotten Tomatoes informaron que 95% de los críticos dieron a la película revisiones positivas.

## Premios y nominaciones
- Nominación – Premios Primetime Emmy por Mejor Narrador a Daniel Craig.